# Golden Hind
El Golden Hind (Cierva Dorada) fue un galeón inglés más conocido por su circunnavegación del globo terráqueo entre 1577 y 1580, capitaneada por el corsario Francis Drake. Su nombre original era Pelican, siendo renombrada a mitad del viaje en 1577, cuando se preparaba a entrar en el estrecho de Magallanes. 
Rebautizó su nave como un gesto político, congraciándose con su patrón, Christopher Hatton, cuyo blasón tenía un cierva dorada. Lo hizo también como gesto apaciguador, ya que ejecutó a su secretario personal Thomas Doughty por amotinamiento.

## Historia
En su vuelta al mundo, dos de las bahías que utilizó para reabastecerse fueron las de Algarrobo y El Quisco.
En 1581 la reina Isabel I de Inglaterra nombró sir a Francis Drake en la cubierta de la nave, y dispuso que esta fuera preservada como símbolo de los servicios de Drake al país; el Golden Hind permaneció atracado en el puerto de Deptford durante varios años a manera de monumento. Cuando estuvo demasiado deteriorado como para poder ser nuevamente reparado, se extrajo de su casco una cierta cantidad de madera con la que se construyó una cátedra, que fue enviada a la Universidad de Oxford.

## Réplicas
|                                                                        |
| Popa del Golden Hind (réplica de 1973), en un muelle sobre el Támesis. |

|                                                                         |
| Antigua réplica expuesta en el puerto de Brixham, Devon (foto de 1968). |

|                                                                       |
| Segunda réplica expuesta en el puerto de Brixham, construida en 1988. |